# Superliga słowacka w piłce nożnej (2009/2010)
W sezonie 2009/2010 rozegrano 17. edycję najwyższej klasy rozgrywkowej piłki nożnej na Słowacji (po podziale Czechosłowacji), znanej pod sponsorską nazwą Corgoň liga. Tytułu mistrzowskiego bronił Slovan Bratysława.

## Zespoły
| Uczestnicy poprzedniej edycji                                                                                 | Uczestnicy poprzedniej edycji | Uczestnicy poprzedniej edycji | Uczestnicy poprzedniej edycji |
| --- | ----------------------------- | ----------------------------- | ----------------------------- |
| SLB | Slovan Bratysława             | 1                             |                               |
| ŻYL | MŠK Žilina                    | 2                             |                               |
| STN | Spartak Trnawa                | 3                             |                               |
| KOS | MFK Koszyce                   | 4                             |                               |
| RUŻ | MFK Ružomberok                | 5                             |                               |
| PET | MFK Petržalka                 | 6                             |                               |
| TPR | Tatran Preszów                | 7                             |                               |
| DUB | MFK Dubnica                   | 8                             |                               |
| DDS | DAC Dunajská Streda           | 9                             |                               |
| DBB | Dukla Bańska Bystrzyca        | 10                            |                               |
| NIT | FC Nitra                      | 11                            |                               |
| Awans z I ligi 2008/2009                                                                                      |                               |                               |                               |
| SEN | FK Senica                     | 1 (IV.)                       |                               |
| Oznaczenia: - kolumna pierwsza – skróty nazw drużyn, - kolumna trzecia – miejsce zajęte w poprzednim sezonie. |                               |                               |                               |

Po poprzednim sezonie do I ligi spadł FC ViOn Zlaté Moravce (12.).
Uwaga:
Beniaminkiem był FK Senica, który wykupił pierwszą drużynę mistrza I ligi – Interu Bratysława i przejął po niej prawa do gry w najwyższej lidze słowackiej. 24 czerwca 2009 roku Komitet Wykonawczy Słowackiego Związku Piłki Nożnej ustalił, że drużyna ta będzie grać pod szyldem Interu Bratysława również w sezonie 2009/2010, gdyż władze FK Senica nie wniosły do związku o zmianę nazwy klubu do przewidzianej w przepisach związkowych daty – 30 maja 2009 roku. 3 lipca Komitet Wykonawczy wyraził ostatecznie zgodę na zmianę nazwy na FK Senica.

## Tabela
| Lp. | Drużyna                | M  | Z  | R  | P  | Bramki | Bramki | Różn. | Pkt | Uwagi                                        |
| --- | ---------------------- | -- | -- | -- | -- | ------ | ------ | ----- | --- | -------------------------------------------- |
| 1   | MŠK Žilina (M)         | 33 | 23 | 4  | 6  | 59     | 17     | +42   | 73  | Liga Mistrzów UEFA • II runda kwalifikacyjna |
| 2   | Slovan Bratysława      | 33 | 21 | 7  | 5  | 54     | 24     | +30   | 70  | Liga Europy UEFA • III runda kwalifikacyjna1 |
| 3   | Dukla Bańska Bystrzyca | 33 | 15 | 11 | 7  | 45     | 30     | +15   | 56  | Liga Europy UEFA • II runda kwalifikacyjna   |
| 4   | FC Nitra               | 33 | 14 | 6  | 13 | 42     | 40     | +2    | 48  | Liga Europy UEFA • I runda kwalifikacyjna    |
| 5   | MFK Ružomberok         | 33 | 13 | 8  | 12 | 33     | 35     | −2    | 47  |                                              |
| 6   | FK Senica              | 33 | 12 | 7  | 14 | 34     | 44     | −10   | 43  |                                              |
| 7   | Spartak Trnawa         | 33 | 12 | 5  | 16 | 52     | 46     | +6    | 41  |                                              |
| 8   | Tatran Preszów         | 33 | 11 | 5  | 17 | 32     | 38     | −6    | 38  |                                              |
| 9   | MFK Dubnica            | 33 | 8  | 12 | 13 | 27     | 42     | −15   | 36  |                                              |
| 10  | DAC Dunajská Streda    | 33 | 7  | 12 | 14 | 28     | 47     | −19   | 33  |                                              |
| 11  | MFK Koszyce            | 33 | 8  | 9  | 16 | 32     | 57     | −25   | 33  |                                              |
| 12  | MFK Petržalka (S)      | 33 | 7  | 8  | 18 | 33     | 51     | −18   | 29  | Spadek do I ligi                             |

## Wyniki meczów

### Mecze 1–22
W pierwszej części sezonu każdy zespół rozegrał z pozostałymi po 2 mecze – 1 jako gospodarz, 1 jako gość.
| Gospodarz \ Gość       | DDS | DBB | NIT | SEN | DUB | KOS | PET | RUŻ | ŻYL | SLB | STN | TPR |
| DAC Dunajská Streda    |     | 0:2 | 2:2 | 1:2 | 1:1 | 1:1 | 3:2 | 1:1 | 0:2 | 0:0 | 2:1 | 3:0 |
| Dukla Bańska Bystrzyca | 2:0 |     | 0:3 | 1:0 | 3:0 | 0:0 | 3:0 | 1:1 | 1:0 | 2:1 | 1:0 | 2:1 |
| FC Nitra               | 2:0 | 0:0 |     | 2:1 | 0:1 | 4:0 | 1:3 | 2:0 | 0:1 | 0:1 | 1:0 | 1:0 |
| FK Senica              | 0:1 | 2:2 | 0:0 |     | 2:1 | 2:2 | 2:0 | 2:1 | 0:1 | 0:2 | 0:0 | 3:2 |
| MFK Dubnica            | 1:3 | 1:2 | 3:0 | 0:1 |     | 1:0 | 0:0 | 1:2 | 0:1 | 0:1 | 2:1 | 1:0 |
| MFK Koszyce            | 2:0 | 0:5 | 0:1 | 0:1 | 1:1 |     | 1:0 | 3:1 | 0:2 | 1:2 | 1:4 | 0:1 |
| MFK Petržalka          | 1:0 | 1:1 | 0:0 | 1:2 | 7:0 | 3:0 |     | 2:2 | 1:0 | 0:2 | 2:1 | 0:1 |
| MFK Ružomberok         | 0:0 | 1:1 | 1:0 | 0:1 | 1:1 | 2:0 | 2:0 |     | 0:3 | 1:3 | 2:1 | 2:0 |
| MŠK Žilina             | 1:0 | 3:1 | 1:1 | 3:0 | 4:0 | 4:1 | 2:0 | 1:0 |     | 2:0 | 2:1 | 1:0 |
| Slovan Bratysława      | 2:0 | 3:0 | 2:1 | 3:0 | 1:1 | 3:0 | 1:1 | 0:2 | 2:1 |     | 1:1 | 3:1 |
| Spartak Trnawa         | 7:0 | 0:0 | 1:2 | 3:0 | 1:0 | 5:4 | 2:0 | 3:1 | 1:1 | 0:2 |     | 2:0 |
| Tatran Preszów         | 0:0 | 0:1 | 3:1 | 0:0 | 0:0 | 1:1 | 2:0 | 1:0 | 1:0 | 3:0 | 1:2 |     |

Źródło: Slovenský futbalový zväz (słow.)
Objaśnienia:
1Drużyna gospodarzy jest wymieniona po lewej stronie tabeli.
Kolory: zielony – zwycięstwo gospodarzy, żółty – remis, różowy – zwycięstwo gości.

### Mecze 23–33
W drugiej części sezonu drużyny uczestniczące w rozgrywkach spotkały się ze sobą jednokrotnie – pary układane były według schematu przedstawionego w tabeli, gdzie kolejne liczby oznaczają miejsce zajęte przez dany zespół w sezonie 2008/2009 (numer 12 – beniaminek). Te, które zajęły miejsca 1–6 rozegrały 6 meczów jako gospodarze i 5 jako goście, pozostałe – 5 jako gospodarze i 6 jako goście.
| 23. kolejka                            | 24. kolejka                            | 25. kolejka                            | 26. kolejka                            | 27. kolejka                            | 28. kolejka                            |
| -------------------------------------- | -------------------------------------- | -------------------------------------- | -------------------------------------- | -------------------------------------- | -------------------------------------- |
| 1 – 12 2 – 11 3 – 10 4 – 9 5 – 8 6 – 7 | 1 – 2 8 – 6 9 – 5 10 – 4 11 – 3 12 – 7 | 2 – 12 3 – 1 4 – 11 5 – 10 6 – 9 7 – 8 | 1 – 4 2 – 3 9 – 7 10 – 6 11 – 5 12 – 8 | 3 – 12 4 – 2 5 – 1 6 – 11 7 – 10 8 – 9 | 1 – 6 2 – 5 3 – 4 10 – 8 11 – 7 12 – 9 |
| 29. kolejka                            | 30. kolejka                            | 31. kolejka                            | 32. kolejka                            | 33. kolejka                            |                                        |
| 4 – 12 5 – 3 6 – 2 7 – 1 8 – 11 9 – 10 | 1 – 8 2 – 7 3 – 6 4 – 5 11 – 9 12 – 10 | 5 – 12 6 – 4 7 – 3 8 – 2 9 – 1 10 – 11 | 1 – 10 2 – 9 3 – 8 4 – 7 5 – 6 12 – 11 | 6 – 12 7 – 5 8 – 4 9 – 3 10 – 2 11 – 1 |                                        |

| Gospodarz \ Gość       | DDS | DBB | NIT | SEN | DUB | KOS | PET | RUŻ | ŻYL | SLB | STN | TPR |
| DAC Dunajská Streda    |     | 1:1 |     |     |     |     |     | 0:0 |     | 0:1 | 2:1 | 2:1 |
| Dukla Bańska Bystrzyca |     |     | 3:1 |     | 1:1 | 2:2 | 4:0 |     | 1:1 |     |     |     |
| FC Nitra               | 1:0 |     |     |     |     |     |     | 3:1 |     | 2:5 | 2:2 | 4:2 |
| FK Senica              | 2:2 | 2:1 | 1:2 |     | 1:1 |     |     |     |     |     |     | 1:2 |
| MFK Dubnica            | 1:1 |     | 1:0 |     |     | 1:1 | 2:0 |     | 1:1 |     |     |     |
| MFK Koszyce            | 2:1 |     | 2:0 | 2:0 |     |     |     | 2:0 | 0:4 |     |     | 3:1 |
| MFK Petržalka          | 1:1 |     | 3:2 | 1:2 |     | 0:0 |     |     | 0:4 |     |     | 2:3 |
| MFK Ružomberok         |     | 1:0 |     | 2:1 | 1:0 |     | 1:0 |     |     | 2:0 | 2:1 |     |
| MŠK Žilina             | 4:0 |     | 0:1 | 2:1 |     |     |     | 1:0 |     |     | 5:1 | 1:0 |
| Slovan Bratysława      |     | 2:0 |     | 2:0 | 2:2 | 0:0 | 1:1 |     | 2:0 |     |     |     |
| Spartak Trnawa         |     | 2:0 |     | 1:2 | 0:1 | 4:0 | 3:1 |     |     | 0:3 |     |     |
| Tatran Preszów         |     | 0:1 |     |     | 2:0 |     |     | 0:0 |     | 0:1 | 3:0 |     |

Źródło: Slovenský futbalový zväz (słow.)
Objaśnienia:
1Drużyna gospodarzy jest wymieniona po lewej stronie tabeli.
Kolory: zielony – zwycięstwo gospodarzy, żółty – remis, różowy – zwycięstwo gości.

## Najlepsi strzelcy
| Bramki | Piłkarz            | Drużyna           |
| ------ | ------------------ | ----------------- |
| 18     | Róbert Rák         | FC Nitra          |
| 13     | Ivan Lietava       | MŠK Žilina        |
| 12     | Ján Novák          | MFK Koszyce       |
| 12     | Tomáš Oravec       | MŠK Žilina        |
| 11     | Juraj Halenár      | Slovan Bratysława |
| 11     | Ołeksandr Pyszczur | MFK Ružomberok    |

Źródło: Profutbal.sk